# Аріматі Саорі
Аріматі Саорі (яп. 有町 紗央里; нар. 12 липня 1988) — японська футболістка, колишня гравчиня збірної Японії.

## Клубна кар'єра
У 2007 році дебютувала в «Ohara Gakuen JaSRA». 2008 року вона перейшла до «Окаяма Юноґо Белле». 2015 року підписала контракт з клубом «Минаві Веґальта Сендай».

## Кар'єра в збірній
Дебютувала у збірній Японії 22 вересня 2013 року в поєдинку проти Нігерії. З 2013 по 2016 рік зіграла 6 матчів в національній збірній.

## Статистика виступів
| Збірна Японії | Збірна Японії | Збірна Японії |
| Рік           | Матчі         | Голи          |
| ------------- | ------------- | ------------- |
| 2013          | 1             | 0             |
| 2014          | 0             | 0             |
| 2015          | 4             | 0             |
| 2016          | 1             | 0             |
| Загалом       | 6             | 0             |